# Biomphalaria tenagophila
Biomphalaria tenagophila is een slakkensoort uit de familie van de Planorbidae. De wetenschappelijke naam van de soort is voor het eerst geldig gepubliceerd in 1835 door D'Orbigny.